# الامتياز الأمريكي (شانغهاي)
كان الامتياز الأمريكي أو التسوية الأمريكية جيبًا أجنبيًا ("امتياز") في شانغهاي داخل إمبراطورية تشينغ، وقد كانت موجودة منذ حوالي العام 1848 حتى توحيدها مع المنطقة البريطانية بالمدينة لتشكيل تسوية شنغهاي الدولية في عام 1863.

خريطة شنغهاي لعام 1884 مع الامتيازات الأجنبية: الامتياز البريطاني باللون الأزرق، الامتياز الفرنسي إلى الجنوب باللون الأحمر الباهت، والامتياز الأمريكي في الشمال باللون البرتقالي الباهت؛ يقع الجزء الصيني من المدينة الواقعة بجانب منطقة الامتياز الفرنسي باللون الأصفر الباهت.

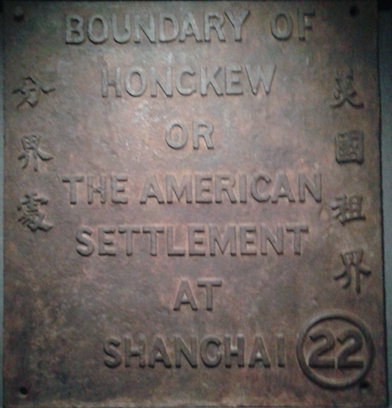
حجر الحدود للمستوطنة الأمريكية في شانغهاي.

## التاريخ
في عام 1845، اشترى أسقف الكنيسة الأسقفية الأمريكية دبليو جيه بون منطقة في هونجكيو لإنشاء عقارات في شانغهاي، تحت مظلة بناء كنيسة. اقترح بون لاحقًا إنشاء مستوطنة أمريكية في عام 1848، واتفقت معه مقاطعة شانغهاي وفي 25 يونيو 1863، وقع القنصل الأمريكي جورج سيوارد اتفاقية مع رئيس مقاطعة شانغهاي هوانغ فانغ (黃 芳) لإنشاء الامتياز الأمريكي في شنغهاي، والذي أكد أيضًا حدود المنطقة. في 21 سبتمبر 1863، تم دمج المنطقة الأمريكية مع البريطانية باسم تسوية شنغهاي الدولية.